# Ilovaisk
Ilovaisk este un oraș din Ucraina.